# Aowen Jin
Aowen Jin (Luoyang, siglo XXI) es una artista y comentarista social británica nacida en China. Fue incluida en la lista de 100 mujeres BBC en 2013 y 2014.

## Trayectoria
Jin nació en Luoyang, Henan en China. Se mudó al Reino Unido como estudiante cuando tenía 18 años, e inicialmente estudió Derecho y Economía en la Universidad de Durham. Después de redescubrir su pasión por el arte, pasó a estudiar Bellas Artes en Goldsmiths, University of London. Durante su carrera ha recibido el encargo de producir obras de pintura para el Primer Ministro británico Tony Blair y para el 80 cumpleaños de la Reina Isabel II. Fue nombrada por la revista Dazed & Confused y The Times Magazine como una de las mejores artistas emergentes del Reino Unido. Jin formó parte de la exposición de posgrado de Goldsmith en 2006, titulada Textile Collective.
En 2013, recibió el encargo de Goldsmiths, de producir una obra de arte para la primera visita oficial del canciller británico George Osborne y el alcalde de Londres Boris Johnson a Pekín. Para el encargo produjo Sound Fountain, hecha con equipos de jardinería británicos comunes, que bailaba al ritmo de sonidos que se transmitían en vivo desde varios lugares de Londres. Esta obra de arte se exhibió en 798 Art Zone de Beijing.
A principios de 2015, anunció que crearía una exposición permanente llamada i18n en el Museo Horniman, que se inauguró en febrero de 2015, compuesta de pinturas invisibles que solo podrían verse bajo luz ultravioleta. Al anunciar la exposición en el museo, dijo: "El fundador del museo tenía la colección de objetos relacionados con el té chino más extensa del mundo. Trató de traer la cultura y la vida chinas a Gran Bretaña a través de objetos y barcos de vapor. Intentaré traerlos a la comunidad local utilizando dioses y tecnología".
A raíz de este proyecto, el Hipódromo de Birmingham y el Arts Council England encargaron a Jin que utilizara obras de arte para interactuar con la comunidad china de Birmingham. Su obra de arte, llamada Midlight, fue un espectáculo de luces interactivo que reaccionaba al sonido y a las publicaciones en Twitter. Se exhibió en el Hipódromo de Birmingham, la Catedral de Birmingham, y Thinktank, el Museo de Ciencias de Birmingham a fines de 2015, y culminó con una muestra durante el Año Nuevo chino en la Catedral en febrero de 2016.
En 2016 se anunció que fue seleccionada para el proyecto "Museos de Noche" de ese año, donde exhibió una nueva obra de arte de luz en un museo del Reino Unido elegido por el público.

## Reconocimientos
Fue reconocida como una de las 100 mujeres de la BBC en 2013 y en 2014.